# Helina punctata
Helina punctata är en tvåvingeart som först beskrevs av Robineau-desvoidy 1830.  Helina punctata ingår i släktet Helina och familjen husflugor. Inga underarter finns listade i Catalogue of Life.